# Bulbophyllum submarmoratum
Bulbophyllum submarmoratum là một loài phong lan thuộc chi Bulbophyllum.